# Iwona Kosiorek
Iwona Kosiorek (2 de agosto de 1984) es una deportista polaca que compitió en taekwondo. Ganó dos medallas en el Campeonato Europeo de Taekwondo, plata en 2005 y bronce en 2010.

## Palmarés internacional
| Campeonato Europeo | Campeonato Europeo      | Campeonato Europeo | Campeonato Europeo |
| Año                | Lugar                   | Medalla            | Categoría          |
| ------------------ | ----------------------- | ------------------ | ------------------ |
| 2005               | Riga (Letonia)          | Medalla de plata   | +72 kg             |
| 2010               | San Petersburgo (Rusia) | Medalla de bronce  | +73 kg             |